# Football Club Locarno 1985-1986
Questa voce raccoglie le informazioni riguardanti il Football Club Locarno nelle competizioni ufficiali della stagione 1985-1986.

## Stagione
La squadra chiuse la Lega Nazionale B al 1º posto, venendo promossa in Lega Nazionale A.

## Rosa
fonte= FC Locarno Rosa 1985-1986, su calcio.com. URL consultato il 30 ottobre 2020.
| N. |                     | Ruolo | Calciatore            |
| -- | ------------------- | ----- | --------------------- |
|    | Svizzera (bandiera) | P     | Armando Rossi         |
|    | Svizzera (bandiera) | D     | Caryl Facchinetti     |
|    | Svizzera (bandiera) | D     | William Fornera       |
|    | Italia (bandiera)   | D     | Carlo Gianfreda       |
|    | Svizzera (bandiera) | D     | Enrico Giani          |
|    | Svizzera (bandiera) | D     | Claudio Gilardi       |
|    | Germania (bandiera) | D     | Kurt Niedermayer      |
|    | Svizzera (bandiera) | C     | Jean-Michel Guillaume |

| N. |                     | Ruolo | Calciatore        |
| -- | ------------------- | ----- | ----------------- |
|    | Svizzera (bandiera) | C     | Davide Morandi    |
|    | Germania (bandiera) | C     | Paul Schönwetter  |
|    | Svizzera (bandiera) | C     | Giovanni Volentik |
|    | Svizzera (bandiera) | A     | Bruno Abächerli   |
|    | Svizzera (bandiera) | A     | Thomas Bachofner  |
|    | Svizzera (bandiera) | A     | Winfried Kurz     |
|    | Svizzera (bandiera) | A     | Adriano Omini     |
|    | Svizzera (bandiera) | A     | Pierluigi Tami    |

## Calciomercato

### Sessione estiva
fonte= FC Locarno Trasferimenti 1985-1986, su calcio.com. URL consultato il 30 ottobre 2020.
| Acquisti | Acquisti         | Acquisti                        | Acquisti |
| R.       | Nome             | da                              | Modalità |
| -------- | ---------------- | ------------------------------- | -------- |
| D        | Carlo Gianfreda  | Football Club La Chaux-de-Fonds |          |
| D        | Kurt Niedermayer | Stoccarda                       |          |

## Risultati

### Campionato

#### Girone di andata
| 4 agosto 1985 1ª giornata | Le Locle | 0 – 5 | Locarno |  |

| 11 agosto 1985 2ª giornata | Locarno | 5 – 0 | Chiasso |  |

| 17 agosto 1985 3ª giornata | Locarno | 3 – 0 | Sciaffusa |  |

| 20 agosto 1985 4ª giornata | Lugano | 1 – 1 | Locarno |  |

| 25 agosto 1985 5ª giornata | Locarno | 2 – 2 | Winterthur |  |

| 1 settembre 1985 6ª giornata | Zugo | 4 – 3 | Locarno |  |

| 4 settembre 1985 7ª giornata | Locarno | 2 – 1 | Bellinzona |  |

| 14 settembre 1985 8ª giornata | Martigny | 1 – 3 | Locarno |  |

| 28 settembre 1985 9ª giornata | Locarno | 6 – 0 | Laufen |  |

| 6 ottobre 1985 10ª giornata | Le Locle | 2 – 7 | Locarno |  |

| 20 ottobre 1985 11ª giornata | Locarno | 6 – 0 | Zugo |  |

| 27 ottobre 1985 12ª giornata | Chênois | 2 – 0 | Locarno |  |

| 3 novembre 1985 13ª giornata | Locarno | 0 – 2 | Bienne |  |

| 17 novembre 1985 14ª giornata | Étoile Carouge | 0 – 2 | Locarno |  |

| 24 novembre 1985 15ª giornata | Locarno | 5 – 1 | Bulle |  |